# Uwe Paulsen
Uwe Paulsen (22 de abril de 1944 - 5 de junio de 2014) fue un actor televisivo y de voz de nacionalidad alemana.

## Biografía
Nacido en Elmshorn, Alemania, su padre era el actor Harald Paulsen. Fue sobre todo conocido por dar voz al actor Martin Shaw en su actuación como Raymond Doyle en la serie televisiva criminal Los profesionales. Además, Uwe Paulsen prestó su voz a John Candy, Christopher Walken, Dirk Benedict o Peter Falk, entre otros. También fue actor en el film Warum die UFOs unseren Salat klauen. 
Tras retirarse de su trabajo como actor de voz por motivos médicos, Uwe Paulsen falleció el 5 de junio de 2014 en Wannsee, Berlín, a los 70 años de edad.

## Actor de voz

### Cine
Estos son algunos de los actores a los cuales Paulsen prestó voz en diferentes producciones cinematográficas: William Atherton, Féodor Atkine, John Candy, Timothy Carhart, Graham Chapman, Jim Dale, Peter Firth, Dominique Maurin, Dal McKennon, Oliver Platt, Judge Reinhold, Paul Reubens y Christopher Walken.

### Televisión
Para la pequeña pantalla fue actor de doblaje de los siguientes actores, entre otros: Peter Falk, Martin Shaw, Bo Hopkins, James Read, Corbin Bernsen, Sammy Davis, Jr., Larry Linville, Larry Hovis, Wayne Knight y 
Tim Conway.